# Centrale Moskee van Melilla
De Centrale Moskee van Melilla is de grote moskee van de Spaanse exclave-stad Melilla. De moskee is gelegen in Melilla La Nueva, aan de Calle García Cabrelles, en maakt deel uit van het Conjunto Histórico de Melilla (Historisch Complex van Melilla), een Bien de Interés Cultural (cultureel erfgoed).

## Geschiedenis
De moskee werd gebouwd tussen 1945 en 1947, volgens een project van architect Enrique Nieto y Nieto uit juli 1938. Ze werd op 7 september 1947 ingehuldigd door de Hoge Commissaris van Spanje in Marokko en luitenant-generaal José Enrique Varela.
Op 26 oktober 1994 werd de moskee heropend door de burgemeester van Melilla, Ignacio Velázquez Rivera, nadat ze eerder dat jaar was gerenoveerd, met de reconstructie van de gebedsruimte, de wasruimte, de toiletten, het huis van de imam en de ingangen.

## Beschrijving
De moskee is gebouwd met een betonnen constructie, met massieve bakstenen omheiningen en lokale steen.